# Liv Hornekær
Liv Hornekær (født 1972 i København) er en dansk eksperimentalfysiker, der arbejder inden for nanoteknologi og astrokemisk forskning.
Hun er professor ved Institut for Fysik og Astronomi ved Aarhus Universitet og leder for overfladedynamikgruppen i instituttet. Hendes forskning dækker især interaktionen mellem brintatomer og kulstofbaserede overflader.
I 2016 vandt hun den prestigefyldte EliteForsk-pris, der blev tildelt af det danske ministerium for videregående uddannelse og videnskab.